# Sei tu (Matia Bazar)
Sei tu è il trentottesimo singolo dei Matia Bazar, reso disponibile per il download digitale il 15 febbraio 2012 dall'etichetta discografica Bazar Music, di proprietà del gruppo.

## Il brano
Con questa canzone il gruppo partecipa alla 62ª edizione del Festival di Sanremo nella categoria Artisti, ma non riesce ad accedere alla fase finale e viene eliminato dopo il duetto della quarta serata con Platinette.
La canzone viene inserita, insieme all'inedito Noi siamo il mondo, nella Sanremo Edition dell'album Conseguenza logica (2011) appositamente pubblicata in occasione della partecipazione al Festival 2012.
Il brano raggiunge la posizione 46 nella Top Singoli.
Durante un'intervista Silvia Mezzanotte ha spiegato che si tratta di "una canzone sulla psicologia femminile".

## Tracce
Download digitale
1. Sei tu – 3:37 (testo: Giancarlo Golzi – musica: Fabio Perversi, Piero Cassano)

## Formazione
- Silvia Mezzanotte - voce solista
- Piero Cassano - tastiere, cori
- Giancarlo Golzi - batteria
- Fabio Perversi - tastiere

## Classifiche
| Classifica (2012) | Posizione |
| ----------------- | --------- |
| Italia            | 46        |